# Pentamerista neotropica
Pentamerista neotropica là một loài thực vật có hoa trong họ Tetrameristaceae. Loài này được Maguire mô tả khoa học đầu tiên năm 1972.